# BLS Ce 2/4 727 und 787
| Ce 2/4 727 und 787               | Ce 2/4 727 und 787  | Ce 2/4 727 und 787       |
| -------------------------------- | ------------------- | ------------------------ |
| Bauartbezeichnung:               | Ce 2/4              | Ce 2/4                   |
|                                  |                     |                          |
| Nummerierung: ab 1945 ab 1958    | BN 727 BN 722       | BLS 787 BLS 721 OeBB 201 |
| Hersteller:                      | SIG, MFO            | SIG, BBC                 |
| Baujahr:                         | 1935                | 1935                     |
| Ausmusterung:                    | 1974                | 2005                     |
| Achsformel:                      | 2’Bo’               | (1A)(A1)                 |
| Länge über Puffer:               | 19'400 mm           | 19'400 mm                |
| Gesamtradstand:                  | 16'200 mm           | 16'200 mm                |
| Dienstmasse:                     | 35 t                | 35 t                     |
| Reibungsmasse:                   | 16 t                | 16 t                     |
| Höchstgeschwindigkeit:           | 90 km/h             | 90 km/h                  |
| Stundenleistung:                 | 221 kW (300 PS)     | 221 kW (300 PS)          |
| Anfahrzugkraft:                  | 29 kN               | 29 kN                    |
| Stundenzugkraft:                 | 12 kN bei 64,5 km/h | 13 kN bei 60 km/h        |
| Trieb- und Laufrad- durchmesser: | 820 mm              | 820 mm                   |
| Anzahl Fahrmotoren:              | 2                   | 2                        |
| Übersetzungsverhältnis:          | 1 : 3,27            | 1 : 3,27                 |
| Sitzplätze:                      | 57+8                | 65                       |

Die Ce 2/4 727 und 787 der BLS-Gruppe, wie andere Triebwagen der BLS auch als «Blaue Pfeile»  bezeichnet, waren zwei 1935 in Betrieb gesetzte Leichttriebwagen für kondukteurlosen Betrieb. Einer der Triebwagen wurde 1958 von der Oensingen-Balsthal-Bahn (OeBB) erworben und als Be 2/4 201 betrieben.

## Beschaffung
Mit sogenannten Tramzügen wollte die Bern-Neuenburg-Bahn (BN) in der Agglomeration Bern gegenüber der städtischen Strassenbahn und dem Individualverkehr konkurrenzfähig werden. Das Fahrzeugkonzept lehnte sich an das der beliebten Roten Pfeile der SBB an, welche bei geringem Verkehrsaufkommen die schwerfälligen lokomotivbespannten Züge ersetzen sollten. Die BLS schloss sich der Bestellung mit einem zweiten Triebwagen an, um ein geeignetes Fahrzeug für den Ausflugsverkehr auf der Lötschbergstrecke zur Verfügung zu haben. Die Ce 2/4 waren im Gegensatz zu den Roten Pfeilen der SBB bereits bei der Ablieferung mit Zug- und Stosseinrichtungen ausgestattet, um einen Verstärkungswagen mitführen zu können.  

## Beschreibung

### Mechanischer Teil

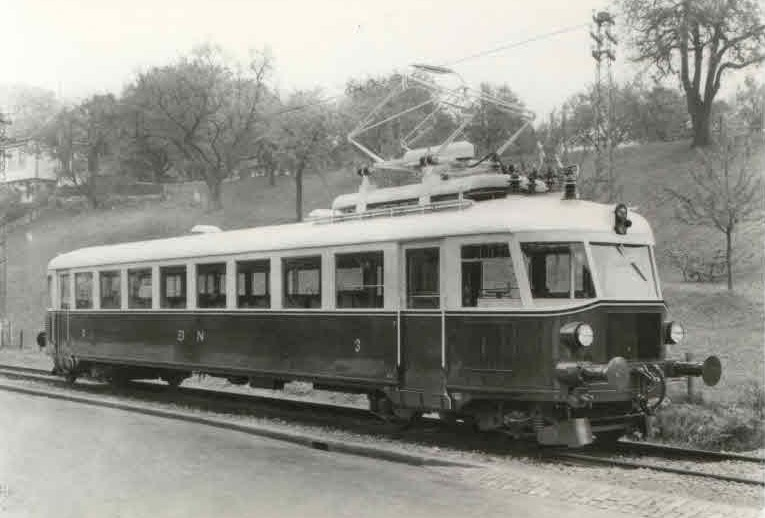
Ce 2/4 727 der BN im Zustand der Ablieferung

Im mechanischen Teil, der von der Schweizerischen Industrie-Gesellschaft (SIG) stammte, unterschieden sich die beiden äusserlich ähnlichen Triebwagen in den Drehgestellen. Triebwagen 727 der BN hatte die Achsformel 2’Bo’ mit einem Lauf- und einem Triebdrehgestell. Die Nummer 787 mit Achsanordnung (1A)(A1) ruhte auf zwei Drehgestellen der Bauart SIG-Liechty mit Lenkachsen und einem sehr grossem Radstand von 3400 mm. Die relativ geringe Höchstgeschwindigkeit von 90 km/h erlaubte bei beiden Fahrzeugen die Verwendung des Tatzlagerantriebs.

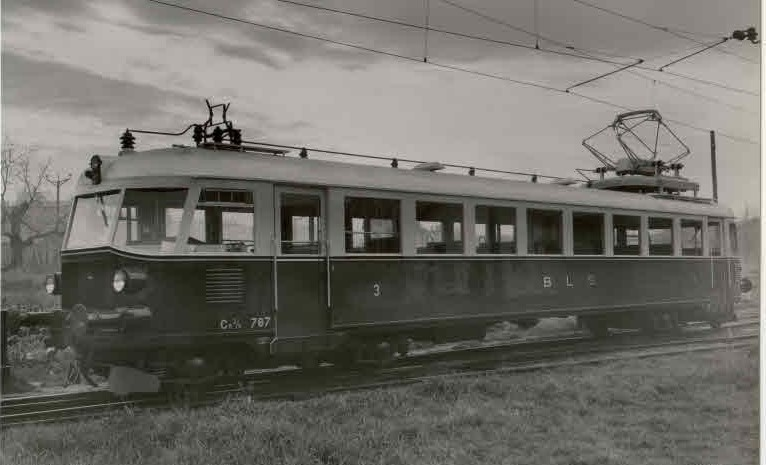
Ce 2/4 787 der BLS im Jahr 1935. Deutlich ist die lange Dachleitung sichtbar.

Der selbsttragende Wagenkasten in Leichtstahlbauweise hatte eine tiefe Fussbodenhöhe und sorgte für ein geringes Gewicht. Das grosse Lüftungsgitter in der Stirnfront verlieh den Blauen Pfeilen ein eigenartiges Aussehen und führte zu seinem Übernamen «Chroteschnurre» (Krötenschnauze). Die seitlichen Schiebetüren wurden mit Druckluft betrieben. Die beiden Leichttriebwagen mit Sitzplatzanordnung 2+3 trugen einen blau/crèmen Anstrich wie die übrigen BLS-Leichttriebwagen.

### Elektrischer Teil
Die elektrische Ausrüstung des 727 stammte von der Maschinenfabrik Oerlikon (MFO), diejenige des 787 von BBC. Aus Gewichtsgründen war sie bescheiden gehalten. Auf dem Dach befanden sich ein Scherenstromabnehmer, eine einfache Dachsicherung und die Widerstände der Widerstandsbremse. Transformator, Stufen- und Wendeschalter waren im Bereich vor dem Triebfahrzeugführer zu finden. Das führte dazu, dass dessen Sitz im Bereich der Einstiege angeordnet wurde. Die beiden Fahrmotoren waren eigenventiliert.

## Änderungen und Umbauten

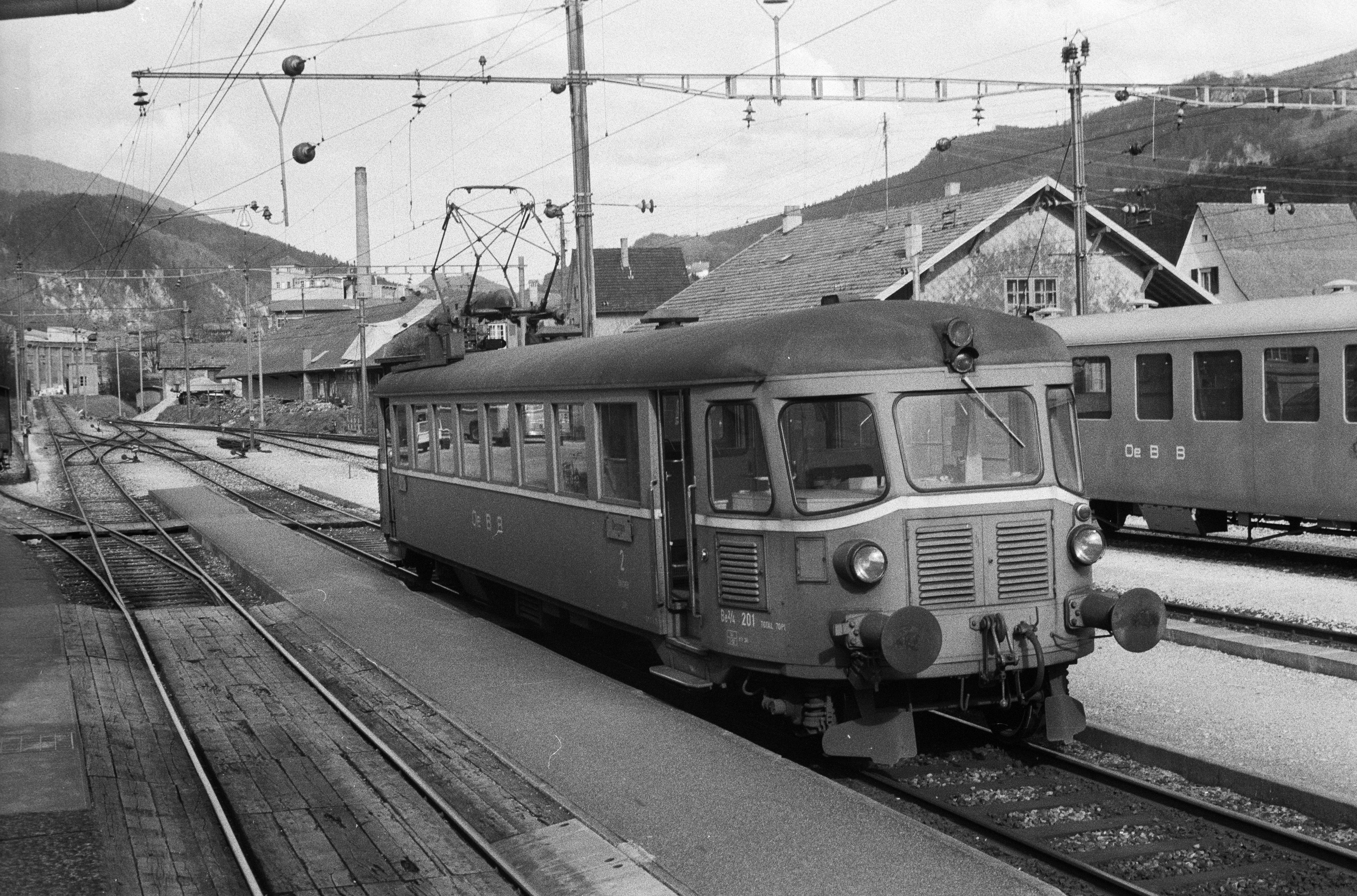
Be 2/4 201 im Jahr 1980 in Balsthal

Beim Triebwagen 787 (1945 bis 1958: 721) wurden wegen des aufwendigen Unterhalts um 1935 durch den Ausbau der Liechti-Achslenkung die Drehgestelle vereinfacht. Zur Vermeidung der langen Dachleitung wurde der Stromabnehmer an das andere Dachende über dem Transformator versetzt und der Stufenschalter durch eine Hüpfersteuerung ersetzt. 1958 kaufte die Oensingen-Balsthal-Bahn (OeBB) den Triebwagen und bezeichnete ihn als Be 2/4 201. 1963 wurde seine elektrische Widerstandsbremse mit den Dachwiderständen entfernt und die Anschrift von ÖBB in OeBB geändert. 1975 entfernte die OeBB das WC und versah den Triebwagen mit einem hellblauen Anstrich. 1999 erhielt er den ursprünglichen BLS-Anstrich und 2005 wurde er ausrangiert.

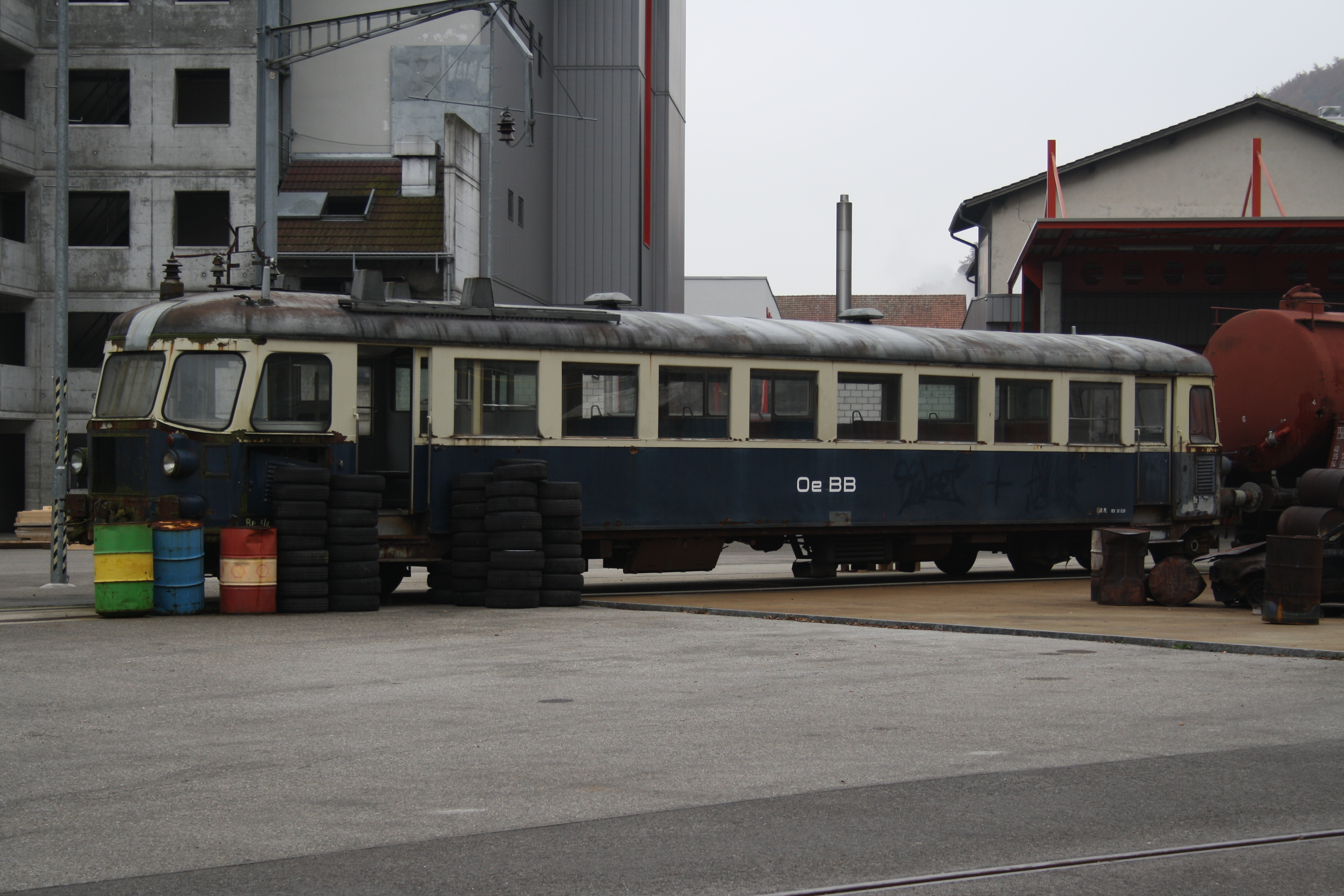
Nach der Ausrangierung diente der Be 2/4 201 Feuerwehren als Übungsobjekt.

Mit der Aufhebung der ersten Wagenklasse 1956 wurden beide Triebwagen als Be 2/4 bezeichnet.

## Betrieb
Nach der Ablieferung wurden beide Triebwagen dem Depot Bern-Holligen zugeteilt und als Tramzüge auf den Strecken Bern–Neuenburg, der Bern Holligen–Thun und Bern Fischermätteli–Schwarzenburg eingesetzt, wobei selten die ganzen Strecken befahren wurde. Die zunehmende Verkehrsnachfrage führte zum Beistellen von Zusatzwagen, was die Begleitung durch Kondukteure notwendig machte.
Wegen des kleinen Platzangebots wurde der Be 2/4 722 1964 aus dem regelmässigen Verkehr zurückgezogen und leistete bei der OeBB Aushilfe, wenn deren 1958 von der BLS übernommene Triebwagen 201 ausfiel. Nach der Ausrangierung 1974 wurden seine Fahrmotoren als Ersatzteile ausgebaut. Der Rest des Leichtriebwagens wurde farblich in den Ursprungszustand versetzt und im Verkehrshaus der Schweiz ausgestellt.